# Ismail I da Pérsia
Abu Almuzafar Ismail ibne Haidar Safavi (Azerbaijao: Şah İsmayıl Xətai) (em persa: ابو المظفر اسماعین بن حیدر الصافی; romaniz.: Abū l-Muzaffar Isma'in bin Haydar as-Safavi), melhor conhecido como Ismail I ou Xá Ismail ou Xeique Ismail (em persa: شاه اسماعیل; romaniz.: Shāh Ismāʿil; Ardabil, 23 de maio de 1524 - Tabriz, 14 de maio de 1576) foi xá da Pérsia entre 1501 e 1524 e fundador do Império Safávida.